# مجمع أفسس الثاني
وفق للكنائس الشرقيّة (القبطيّة والأرمنيّة والسريانيّة) المجامع المسكونية الأربعة هي; مجمع نيقية، مجمع القسطنطينية الأول، مجمع أفسس، مجمع أفسس الثاني.
وفق للكنيستين الرومانيّة والبيزنطيّة مجمع خلقيدونية هو المجمع المسكوني الرابع وأحد المجامع المسكونية السبعة.

## الباباديوسقورس
البابا ديوسقورس[25] هو بطل مجمع أفسس الثاني 449م الذي عقد بسـبب بدعـة أوطاخـي ضـد الناسوت. حكم علي البابا ديسقورس فيما بعد ظلما في مجمع خلقيدونية سـنة 451م ومات في المنفي.

## عقد المجمع
لسنة 449م إذ اقتنع الإمبراطور ثيؤدوسيوس الثاني بعقد مجمع طلب من ديسقورس أن يمارس سلطته في المجمع كرئيس، وطلب من يوبيناليوس أسقف أورشليم وتلاسيوس أسقف قيصرية كبادوكيا أن يكونا رئيسين شريكين معه. كان اوطيخا رئيس دير في القسطنطينية يضم أكثر من 300 راهب وإعاد مجمع أفسس الثاني اعتبار أوطيخا
عقد المجمع الجلسة الأولى في 8 أغسطس عام 449م، وحضره 150 أسقف برئاسة البابا ديسقوروس وبحضور الأسقف يوليوس ممثل بابا روما، وجيوفينال أسقف أورشليم، ودمنوس أسقف أنطاكيا وفلافيان بطريرك القسطنطينية.
وبعد استعراض وقائع مجمع أفسس الأول 431م، ومجمع القسطنطينية المكانى 448م، وقراءة اعتراف مكتوب لأوطيخا بالإيمان الأرثوذكسى قدّمه إلى المجمع مخادعاً.
بدأت الجلسات في كنيسة العذراء الكبرى في أفسس

## حكم المجمع
بعد الاستماع إلى آراء الحاضرين؛ حكم المجمع بإدانة وعزل فلافيان بطريرك القسطنطينية ويوسابيوس أسقف دوروليم وبتبرئة أوطيخا وإعادته إلى رتبته الكهنوتية.
كما حكم المجمع بحرم وعزل كل من هيباس أسقف الرها وثيئودوريت أسقف قورش وآخرين.
1. لم يعقد المجمع (أفسس الثاني) بناء على طلب البابا ديوسقورس، ولم توجد بينه وبين الأباطرة رسائل مسبقة في هذا الشأن. هذا يعنى أن القديس ديوسقورس لم يكن يبغي نفعًا شخصيًا خطط له.
2. لم يصف الخطاب الإمبراطوري القديس ديوسقورس بألقاب تكريم أكثر من غيره. هذا يعنى عدم وجود اتفاقات مسبقة بين الإمبراطور والقديس ديوسقورس.
3. تكشف الرسائل الملوكية عن وجود اضطرابات لاهوتية متزايدة في إيبارشية القسطنطينية. كان طلب الإمبراطور من القديس ديسقورس هو الإسراع لوضع حد للمتاعب اللاهوتية. هذا ومما يجب مراعاته أن ديسقورس لم يعلن عن صيغة إيمان جديدة، بل كان يسعى للمحافظة على الصيغة التقليدية للإيمان الكنسي.
4. أُخذت القرارات بالتصويت، ولم نسمع أن أسقفًا من الحاضرين احتج أو انسحب من المجمع (غير فلابيانوس ويوسابيوس عند إصدار الحكم).
5. في الكلمة الافتتاحية التي ألقاها يوبيناليوس الأورشليمي، وصف لاون أسقف روما بـ «القديس»، «محب الله»، وأعطى لدومنوس أسقف إنطاكية لقب «محب الله»...هذه الألقاب تكشف عن روح المجمع.
6. عندما سأل لاون أسقف روما إمبراطور الغرب فالنتينوس وأمه وأخته بولشاريا للتوسط لدى ثيؤدوسيوس الثاني ليعقد مجمعًا آخر أرسل الأخير رسالة يمتدح فيها مجمع أفسس بأن خوف الرب كان يحكمه، وأن أعضاءه تمسكوا بالإيمان الحق وقوانين الآباء، وأنه قد فحص الأمر بنفسه وهو راضٍ.
7. في الرسالة الملوكية في افتتاح المجمع أعلن الإمبراطور منعه ثيؤدورت أسقف قورش من الحضور بسبب الآلام التي يعانيها المؤمنون، حتى الذين في القرى، من النساطرة. في الواقع لم يكن ديسقورس عنيفًا بل النساطرة كما شهد الإمبراطور نفسه بذلك.
8. لم ينطق القديس ديوسقورس حتى اللحظة الأخيرة من انعقاد المجمع بكلمة ضد روما، بينما لاون في رسائله يشير إلى بابانا القديس ديسقورس بأنه «السفاح المصري» و«معلم أخطاء الشيطان» والباذل بقوة جهده لبث التجاديف وسط اخوته. وسنرى كيف أن أناطوليوس أسقف القسطنطينية وغيره قد رفضوا نَسْب الهرطقة للبابا الإسكندري.
9. من الطبيعي أن ينسب النساطرة العنف للبابا الإسكندري ليخفوا سلوكهم العنيف في مجمع القسطنطينية كما شهد الإمبراطور ثيؤدوسيوس الثاني وأيضًا سلوكهم القاسي مع أوطيخا وأعوانه، وقد كتب أوطيخا في التماسه للأساقفة أنه [أكد أثناء محاكمته رغبته في إتباعه ما قد صمموا عليه، ولكن فلابيانوس رفض الالتماس، كما اعترض على العنف الذي استخدم ضده في المجمع وما بعد المجمع بواسطة العامة]. ونحن نعلم أن فلابيانوس قد حرم كثيرًا من قادة الرهبان لأنهم سندوا أوطيخا ضد الثنائية النسطورية.
10. إعادة اعتبار أوطيخا لم يكن خطأ ديسقورس أن المجمع أعاد اعتبار أوطيخا، وذلك للأسباب الآتية: أ. كتب لاون أسقف روما إلى بولشاريا قائلاً بأن أوطيخا انزلق في الهرطقة عن جهل منه، إن تاب فليعامل حسنًا. ب. أعلن أوطيخا عبارات أرثوذكسية مثل قوله: [فإنه هو نفسه، كلمة الله، نزل من السماء بلا جسد، صار جسدًا من ذات جسد العذراء دون أن يتغير أو يتحول، بطريقة هو نفسه يعلمها ويريدها. وهو الإله الكامل قبل الدهور هو بعينه صار إنسانًا كامل [3]